# 4838 Billmclaughlin
4838 Billmclaughlin је астероид главног астероидног појаса са средњом удаљеношћу од Сунца која износи 2,353 астрономских јединица (АЈ).
Апсолутна магнитуда астероида је 12,7.